# 마르코프 수

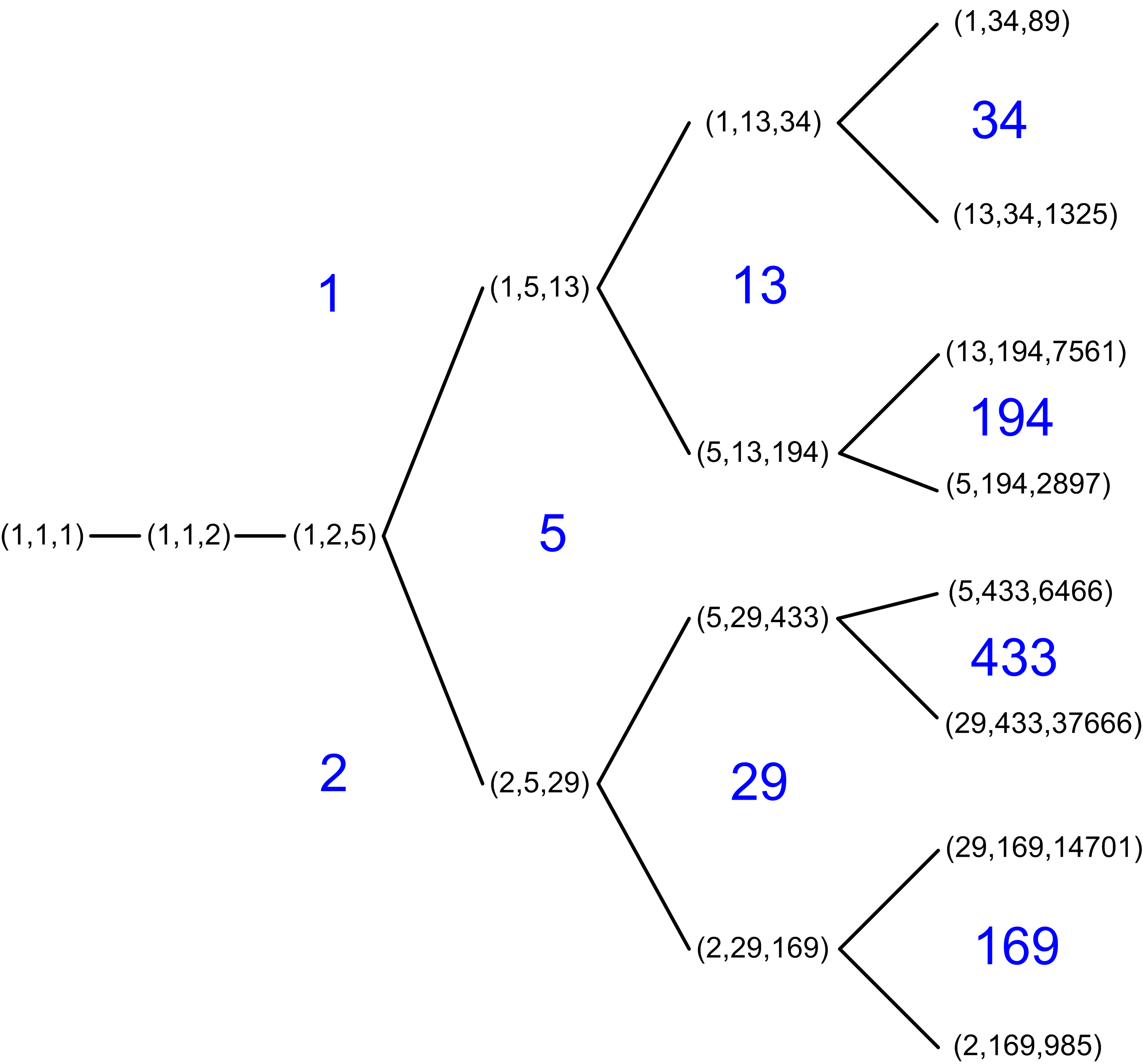

마르코프 수(Markov number 또는 Markoff number)는 마르코프 디오판토스 방정식의 해가 되는 양의 정수를 일컫는다. 안드레이 마르코프(Andrey Markoff)가 1879년 논문에서 발표했다. 

```
 

  

    

      

        

          
x

          

            
2

          

        

        
+

        

          
y

          

            
2

          

        

        
+

        

          
z

          

            
2

          

        

        
=

        
3

        
x

        
y

        
z

      

    

    
{\displaystyle x^{2}+y^{2}+z^{2}=3xyz}

  

```

이 방정식의 해는 무한히 많으며 아래는 그 중 일부이다.

```
(1, 1, 1), (1, 1, 2), (1, 2, 5), (1, 5, 13), (2, 5, 29), (1, 13, 34), (1, 34, 89), (2, 29, 169), (5, 13, 194), (1, 89, 233), (5, 29, 433), (1, 233, 610), (2, 169, 985), (13, 34, 1325),...,
```

이 해의 조합에 포함된 숫자 모두를 마르코프 수라고 한다. 즉, 아래 숫자들이 마르코프 수에 해당된다.

```
1, 2, 5, 13, 29, 34, 89, 169, 194, 233, 433, 610, 985, 1325, ...

```